# 達壽

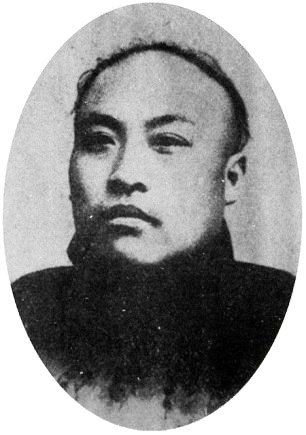

达寿（1870年—1939年），字茀一，号挚甫，满洲正红旗人。清末民初政治人物。

## 生平
光绪十七年辛卯科顺天乡试中举，二十年（1894年）甲午恩科进士。同年五月，改翰林院庶吉士。光緒二十一年四月，散館，授翰林院編修。历官侍讲、理藩部右侍郎、资政院副总裁，宣统三年（1911年）袁世凯内阁成立后，任理藩部大臣。民国建立，曾任内务部次长、蒙藏院副总裁等职。